# Moacir Rodrigues Santos
Moacir Rodrigues Santos (n. 21 martie 1970, São Paulo, São Paulo, Brazilia – d. 20 iulie 2024, Belo Horizonte, Minas Gerais, Brazilia) a fost un fotbalist brazilian.
Între 1990 și 1991, Moacir a jucat 6 meciuri pentru echipa națională a Braziliei.

## Statistici
| Brazilia | Brazilia | Brazilia |
| An       | Meciuri  | Goluri   |
| -------- | -------- | -------- |
| 1990     | 3        | 0        |
| 1991     | 3        | 1        |
| Total    | 6        | 1        |